# Gewächshaus der Villa Steinbrügge
Das Gewächshaus der Villa Steinbrügge in Bremen-Vegesack, Weserstraße 85, stammt von der Mitte des 19. Jahrhunderts.
Es wird aktuell (2023) wohl noch als Gewächshaus genutzt.
Das Gebäude steht seit 2022 unter Bremischem Denkmalschutz.

## Geschichte
Der Kaufmann Georg Hinrich Steinbrügge (Holz- und Eisenwarenhandlung G.H. Steinbrügge & Sohn) errichtete die Villa Steinbrügge, ein repräsentatives, klassizistisches Wohnhaus.
Das 10 Meter lange Gewächshaus wurde zeitgleich zur Villa um 1840 auf dem rückwärtigen Grundstück in den Weserhang hineingebaut. Es besteht aus der Hangmauer und der bogenförmigen Glas-Eisenkonstruktion auf einem Fundament. Im Querschnitt bildet es einen Viertelkreis und hat schmale eiserne Sprossen für die gläserne Außenhaut aus schuppenförmig eingehängten Glastafeln, alles als eine Weiterentwicklung der Konstruktion von englischen Treib- und Pflanzenhäusern, die sogenannten „curvilinear houses“.
In Bremen – so der Landesdenkmalpfleger Georg Skalecki – gibt es nur noch ein weiteres ähnliches Gewächshaus in der Uhthoffstraße in Vegesack. Der namensgebende Eisenkunstgießer Friedrich Uhthoff hat vermutlich beide Gewächshäuser gebaut.
Das Landesamt für Denkmalpflege Bremen befand: „… seine Ausführung in Glas und Schmiedeeisen lassen sich auf eine architektur- wie auch bautechnikgeschichtliche Entwicklung zurückführen, die ihren Ausgangspunkt in England hatte. … steht es als wichtiges Nebengebäude der Villa Steinbrügge stellvertretend für die Entwicklung großbürgerlicher Wohnkultur in Vegesack … .“